# Portugaliae Mathematica
Portugaliae Mathematica is een aan collegiale toetsing onderworpen wetenschappelijk tijdschrift op het gebied van de wiskunde.
De naam wordt in literatuurverwijzingen meestal afgekort tot Port. Math.
Het wordt uitgegeven door de European Mathematical Society met steun van de Portugese Fundação para a Ciência e Tecnologia en verschijnt 4 keer per jaar.
Het eerste nummer verscheen in 1937.